# Felsenmeer (Lautertal)

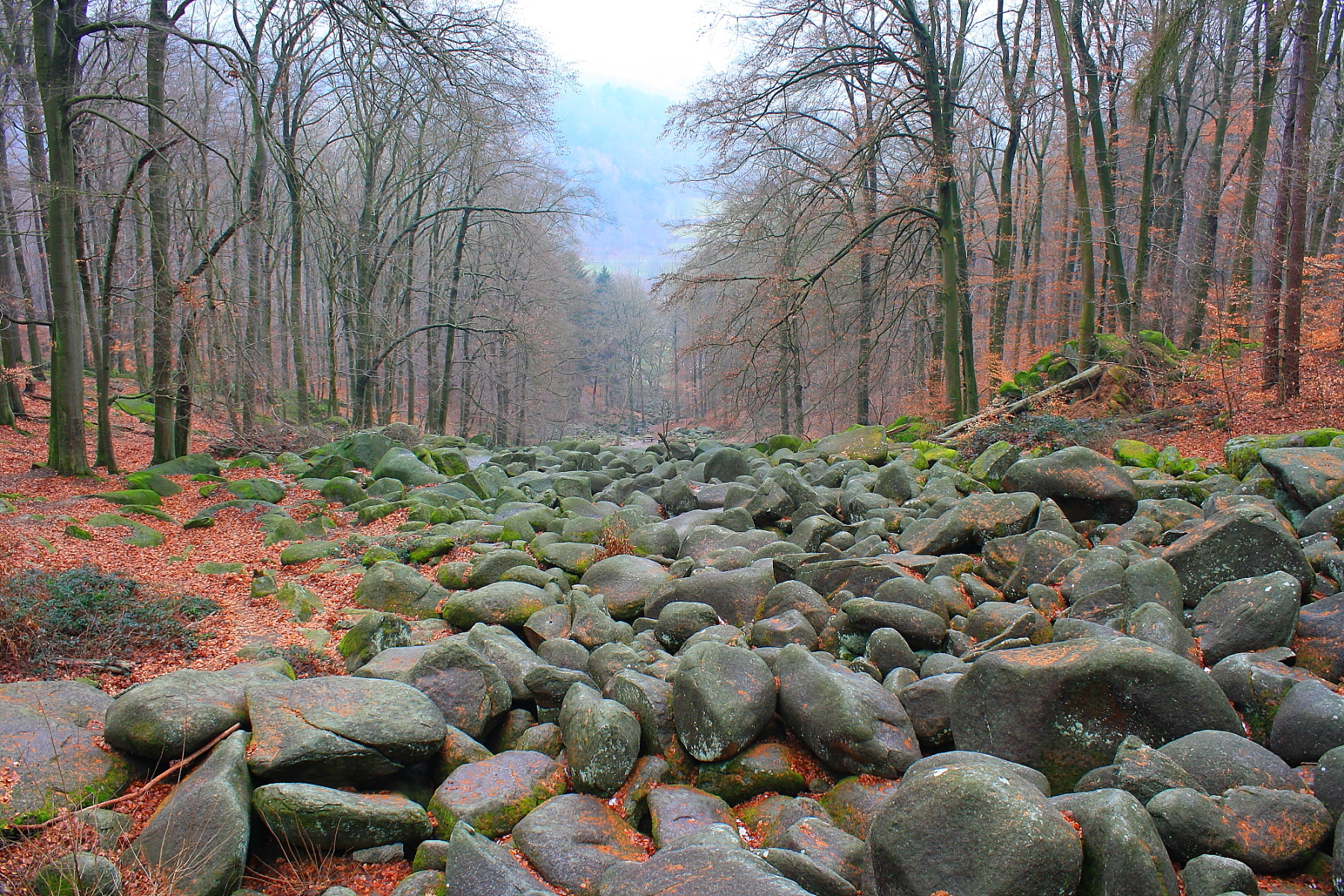
Felsenmeer

Das Felsenmeer auf dem Felsberg oberhalb von Lautertal-Reichenbach im Vorderen Odenwald (Landkreis Bergstraße) ist eine große Blockhalde aus mächtigen, dicht gepackten gerundeten Blöcken aus dunkelgrauem Quarzdiorit (genauer: Hornblende-Biotit-Diorit, auch Melaquarzdiorit genannt), die durch Wollsackverwitterung und nachfolgende eiszeitliche Freilegung der Blöcke entstand. Das Felsenmeer ist eines der eindrucksvollsten Geotope des UNESCO-Geoparks bzw. Geo-Naturparks Bergstraße-Odenwald und zählt, 2006 als Nationaler Geotop ausgezeichnet, zu den wichtigsten geologischen Sehenswürdigkeiten Deutschlands. Es ist etwas mehr als 2 km lang und bis zu 100 m breit und erstreckt sich über ca. 200 Höhenmeter. Das Felsenmeer wurde bereits von den Römern und später durch die örtlichen Steinmetze zur Steingewinnung genutzt. Die Steinmetze bezeichneten den Quarzdiorit als „Felsberg-Granit“; er wird heute nicht mehr abgebaut. Heute ist das Felsenmeer ein beliebtes Naherholungsgebiet und Ausflugsziel für Familien und Wanderer. Es liegt innerhalb des Naturschutzgebiets „Felsberg bei Reichenbach“.
Am oberen Ende des Felsenmeers befindet sich eine kleine Quelle, deren namenloses Rinnsal zwischen und unter den Felsen hinab ins Tal fließt, das Wasser aus der Siegfriedsquelle aufnimmt und unterirdisch – unter dem Parkplatz am Informationszentrum Felsenmeer – in den Graulbach mündet.

## Sagen
Die Sage vom Felsenmeer in Lautertal handelt von zwei Riesen, die in der Gegend von Reichenbach hausten. Der eine auf dem Felsberg (Felshocker), der andere auf dem Hohenstein (Steinbeißer). Ihre „Riesenreiche“ wurden durch das Lautertal (Odenwald) getrennt. Als sie in Streit gerieten, bewarfen sie sich mit Felsbrocken. Der „Steinbeißer“ war im Vorteil, er hatte mehr Wurfmaterial. So kam es, dass „Felshocker“ bald unter den Blöcken begraben wurde; angeblich hört man ihn noch gelegentlich darunter brüllen. Die Felswand des Hohenstein soll die letzte Hausmauer des anderen Riesen sein. So wurde im Volksmund die Entstehung des Felsenmeeres erklärt.

## Geologischer Entstehungsprozess

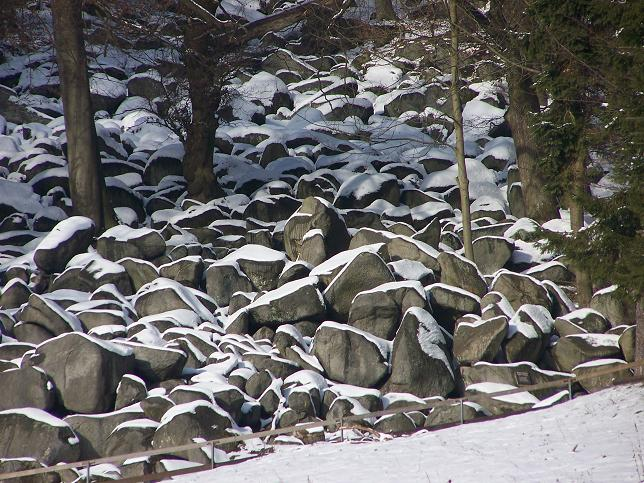
Frost und Wasser sind wichtige Faktoren bei der Verwitterung von Gesteinen

Die ältesten Gesteine des Kristallinen Odenwaldes sind vermutlich über 500 Millionen Jahre alt. Im Paläozoikum (Erdaltertum) teilten sich vor 380 bis 340 Millionen Jahren zwei große Urkontinente den Planeten. Infolge der Kontinentaldrift bewegten sich die beiden Großkontinente aufeinander zu und begannen miteinander zum Urkontinent Pangaea zu verschmelzen. Die kristallinen Gesteine des westlichen Odenwalds sind das Ergebnis der Subduktion des kleineren Kontinents im Zuge der Verschmelzung beider Urkontinente. Zu dieser Zeit befand sich das Gebiet des heutigen Odenwalds in etwa auf Höhe des Äquators. Der in die Subduktionszone gedrückte Kontinent wurde in der Zone des Oberen Erdmantels aufgeschmolzen. Die Gesteinsschmelzen stiegen nun langsam aus der Tiefe auf, kühlten sich in der Erdkruste ab und bildeten dabei Plutonite.

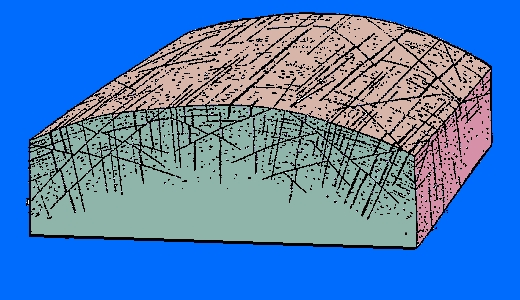
Klüftung infolge Oberflächenausdehnung

Die Großblöcke des Felsenmeeres am Felsberg bestehen aus Hornblende-Biotit-Diorit. Dieses kristalline Gestein gehört zur Gruppe der Granitoide und setzt sich zusammen aus den Mineralien Feldspat, Pyroxen, Hornblende und Quarz. Der in etwa 12 bis 15 Kilometer Tiefe entstandene Diorit brauchte gut 10 Millionen Jahre um sich abzukühlen. Gesteinskörper, die sich abkühlen, schrumpfen und reißen. Im jüngeren Erdmittelalter wurde der Odenwald durch einen weltweiten Anstieg des Meeresspiegels überschwemmt und von Ablagerungen überdeckt.
Es dauerte bis in das Tertiär, das mehrere Kilometer starke mesozoische Deckgebirge abzutragen. Das Aufsteigen des mächtigen Diorit-Intrusivkörpers bis an die Oberfläche wurde durch das Einbrechen des Rheingrabens vor etwa 50 Mio. Jahren und der damit einhergehenden Beugung der Grabenränder unterstützt. Risse und Klüfte im Gestein vertieften sich weiter und erleichterten die Zerteilung des Gesteins in quaderförmige Blöcke durch die intensive chemische Verwitterung, die unter den Bedingungen eines subtropischen Klimas tief in den Gesteinsuntergrund vordrang.

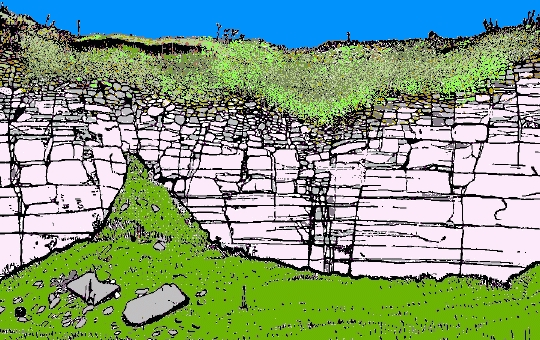
Verwitterung durch zum Beispiel Permafrost

Um die Blöcke herum versammelte sich der Verwitterungsschutt, ein Gemisch aus Kies und Tonmineralien, der Verwitterungsgrus.
Während der letzten Eiszeit vor etwa 12.000 Jahren befand sich der Odenwald in einer Zone des Permafrostes und war nicht vom Eispanzer bedeckt. In den wärmeren Jahreszeiten konnte der Boden ein Stück weit auftauen und Wasser umspülte die Felsblöcke. Der Granit-Grus wurde ausgewaschen.
Mit dem Zurückweichen der Frostgrenze am Ende der Eiszeit kamen die nun freigelegten Blöcke in Bewegung, glitten hangabwärts und sammelten sich im Tälchen des Felsenmeerbaches. So entstand das Felsenmeer. Der Verwitterungsprozess, der den Gesteinsblöcken ihr typisches Aussehen verleiht, wird in Geologie und Geomorphologie als Wollsackverwitterung bezeichnet.

## Die römischen Werkstücke am Felsenmeer

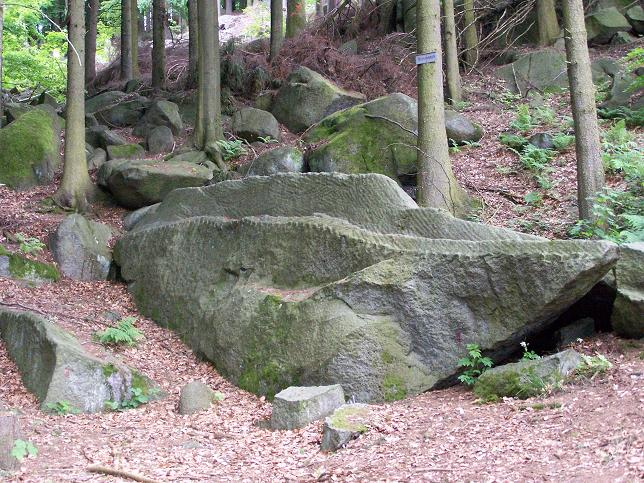
Römisches Werkstück, das Schiff

Das Alleinstellungsmerkmal des Odenwälder Felsenmeeres sind die römischen Werkplätze. Fast dreihundert unfertige oder beschädigte Werkstücke, verteilt auf 15 Werkplätze, haben die Römer auf dem Felsberg hinterlassen. Da so gut wie keine Werkzeuge, Inschriften oder Gegenstände des täglichen Gebrauchs gefunden wurden, sind Zeitpunkt und Dauer der römischen Präsenz nur ungefähr zu bestimmen. Nach eingehender Analyse des Materials datierbarer Bauten an denen der Stein verarbeitet wurde, wird die Aktivität der Römer am Felsenmeer auf das zweite bis vierte Jahrhundert eingegrenzt.
Die Steinspalttechnik mit eisernen Keilen war in der römischen Antike bereits sehr ausgefeilt. Hierzu wird eine Reihe von konisch zulaufenden Löchern (sogenannte Keiltaschen) in den Stein gearbeitet. Anschließend werden Keile eingetrieben.
Die Spaltwirkung wird jedoch nicht durch die Schneide der Keile erzeugt, sondern ausschließlich durch den Flankendruck der Keile gegen die Keiltasche. Daher ist es wichtig, dass zwischen den Flanken des Keils und den Seitenflächen der Keiltasche ein möglichst lückenloser Kontakt besteht. Dies ist unter anderem ein Grund, warum Keiltaschen in der Regel sehr sorgfältig ausgemeißelt werden.
Ein Effekt, der von den Steinhauern gefürchtet wird, sind die sogenannten Stiche. Dabei handelt es sich um Fehler in der Struktur des Materials, die nicht den gesamten Block durchziehen. Wurde ein Stich erst unmittelbar vor Vollendung eines Werkstückes festgestellt, führte dies in der Regel dazu, das Werkstück aufzugeben – wie beim sogenannten Sarg oder sehr gut erkennbar bei dem Altarstein, der sehr klar eine ungewollte Abspaltung zeigt. Möglicherweise ist dies auch der Grund, warum die völlig fertig bearbeitete Riesensäule vor Ort verblieb. Experten glauben, dass die inneren Strukturen der Säule es nicht zuließen, sie akkurat zu zerteilen. Die Riesensäule unbeschadet aus dem Felsenmeer zu bergen, wäre selbst mit der Technik des 21. Jahrhunderts eine schwierige Aufgabe.
Nur bei sehr weichem Gestein ist ein Sägen mit gezahnten Sägeblättern möglich. Normalerweise handelt es sich beim Steinesägen um einen Schleifvorgang: Das waagerecht oszillierende Sägeblatt schleift unter Zugabe von Quarzsand und Wasser eine schmale Nut aus dem Material heraus. Die Sägetechnik hat den Vorteil, dass auf die natürliche Spaltwilligkeit des Gesteins keine Rücksicht genommen werden muss.
Für den Felsberg kann man annehmen, dass mobile Sägen eingesetzt wurden. Da es sich am Felsberg um einen allumfassenden Werkplatz handelte, wurden die Blöcke nicht zur Säge geschafft, sondern die Säge über den Blöcken aufgebaut. Die vermutliche Sägeleistung lag bei 5 mm Absenkung pro Stunde bei einer Schnittlänge von 1 m.

## Naturschutz

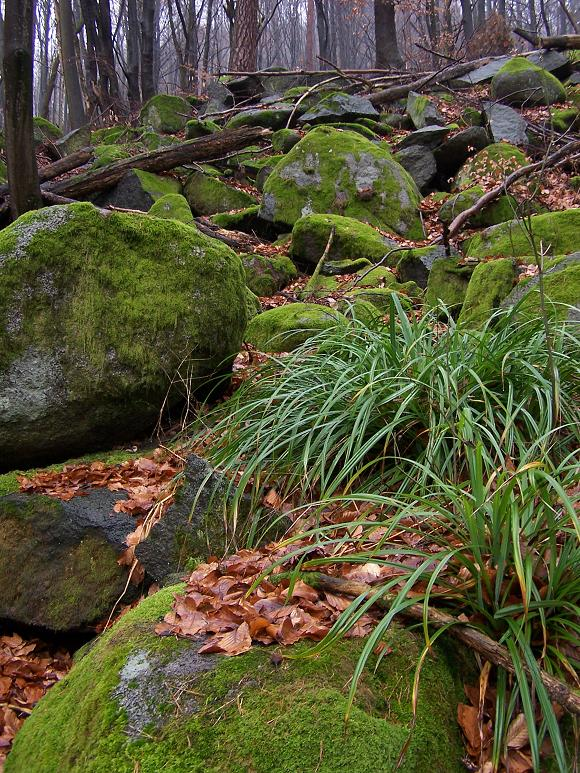
Felsökosystem = Blockhalde mit Moosbewuchs und Totholz

Das Felsenmeer verzeichnet jährlich mehr als 100.000 Besucher, die das Felsberggebiet vorwiegend an den Wochenenden besuchen. Naturschützer kritisieren, dass Maßnahmen zur Besucherlenkung bislang keine Wirkung zeigen. Die Schädigungen durch Trampelpfade, Müll und abgerissenes Blattwerk (Äste, umgetretene Büsche) seien im Bereich des Hauptbesucherstromes und dem Kernbereich der römischen Werkplätze (Riesensäule, Pyramide, Altarstein) unübersehbar und seit vielen Jahren auch in verschiedenen amtlichen Berichten dokumentiert.
Mit der Anmeldung bei der Europäischen Kommission durch das Land Hessen im Jahr 2000 ist das Naturschutzgebiet Felsberg bei Reichenbach auch Natura-2000-Gebiet. Damit sind der Felsberg und mit ihm das Felsenmeer Bestandteil des europaweiten ökologischen Netzwerks, das die Erhaltung der biologischen Vielfalt besser als bisher absichern soll.
Eine Beschreibung des FFH-Gebietes Felsberg (Nr. 6218-301) ist im Standarddatenbogenauszug des Hessischen Ministeriums für Umwelt, Klimaschutz, Landwirtschaft und Verbraucherschutz (HMUKLV) dokumentiert. Sechs Lebensraumtypen, für die gem. FFH-Richtlinie Berichtspflicht besteht, werden aufgeführt. Die Bedeutung der sechs Lebensraumtypen ist dargestellt und der Erhaltungszustand wurde einer Bewertung unterzogen.
- 8150 Kieselhaltige Schutthalden der Berglagen Mitteleuropas (6,72 ha); Erhaltungszustand: durchschnittlich oder beschränkt
- 8310 Nicht touristisch erschlossene Höhlen (< 1,68 ha); Erhaltungszustand: durchschnittlich oder beschränkt
- 9110 Wald-Hainsimsen-Buchenwald (Luzulo-Fagetum) (38,64 ha); Erhaltungszustand: durchschnittlich oder beschränkt
- 9130 Waldmeister-Buchenwald (Galio odorati-Fagetum) (85,68 ha); Erhaltungszustand: gut
- 9180 Schlucht- und Hangmischwälder Tilio-Acerion (1,68 ha); Erhaltungszustand: gut
- 91E0 Auenwälder mit Alnus glutinosa und Fraxinus excelsior (Alno-Padion, Alnion incanae, Salicion albae) (< 1,68 ha); Erhaltungszustand: gut

In dieser Bewertung wird ergänzend festgehalten, dass die Vernichtung der Bodenflora durch die Besucherströme, Trampelpfade und Bodenverdichtung auf mehr als 2 ha zur Gefährdung natürlicher Baumverjüngung führt.

## Sehenswürdigkeiten

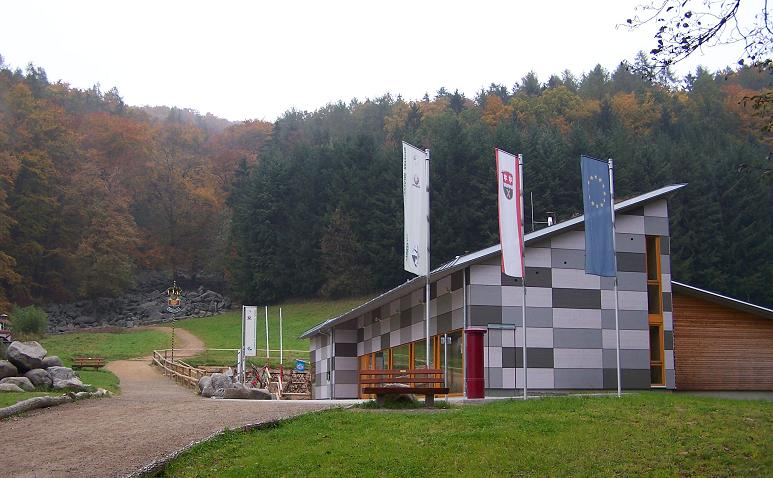
Geopark Informationszentrum der Gemeinde Lautertal

Das Geopark Informationszentrum der Gemeinde Lautertal, das sich mit der Erdgeschichte des Geoparks, der Felsenmeer-Entstehung, der römischen Geschichte, der Naturwerkstein-Industrie sowie dem Sagenschatz aus dem Odenwald befasst, wurde im Frühjahr 2007 eröffnet. „Felsenmeer Informationszentrum“ ist seit Februar 2008 eine eingetragene Wort-Bild-Marke der Gemeinde Lautertal.
Der Ohlyturm, ein aus Granit gebauter 27 m hoher Aussichtsturm, markiert den höchsten Punkt des Felsberges. Mit 514 m über NN ist sein Gipfel nur 3 m niedriger als der des Melibokus. Heute gilt der Ohlyturm als besonders prägnantes Beispiel für den romantisierenden Historismus des 19. Jahrhunderts, dessen Vorbilder mittelalterliche Burgen und sonstige Wehrbauten waren. Der Turm ist als Kulturdenkmal gemäß § 2 Abs. 1 des hessischen Denkmalgesetzes eingetragen. Jedoch ist der Turm nicht für die Öffentlichkeit zugänglich, umfassende Sanierungsmaßnahmen sind nötig, um dem Besucher wieder den Rundumblick von der Turmplattform zu ermöglichen.
Die Siegfriedquelle am Fuß des Felsenmeeres gilt als einer der möglichen Tatorte der Ermordung Siegfrieds im Nibelungenlied.

### Besondere römische Werkstücke

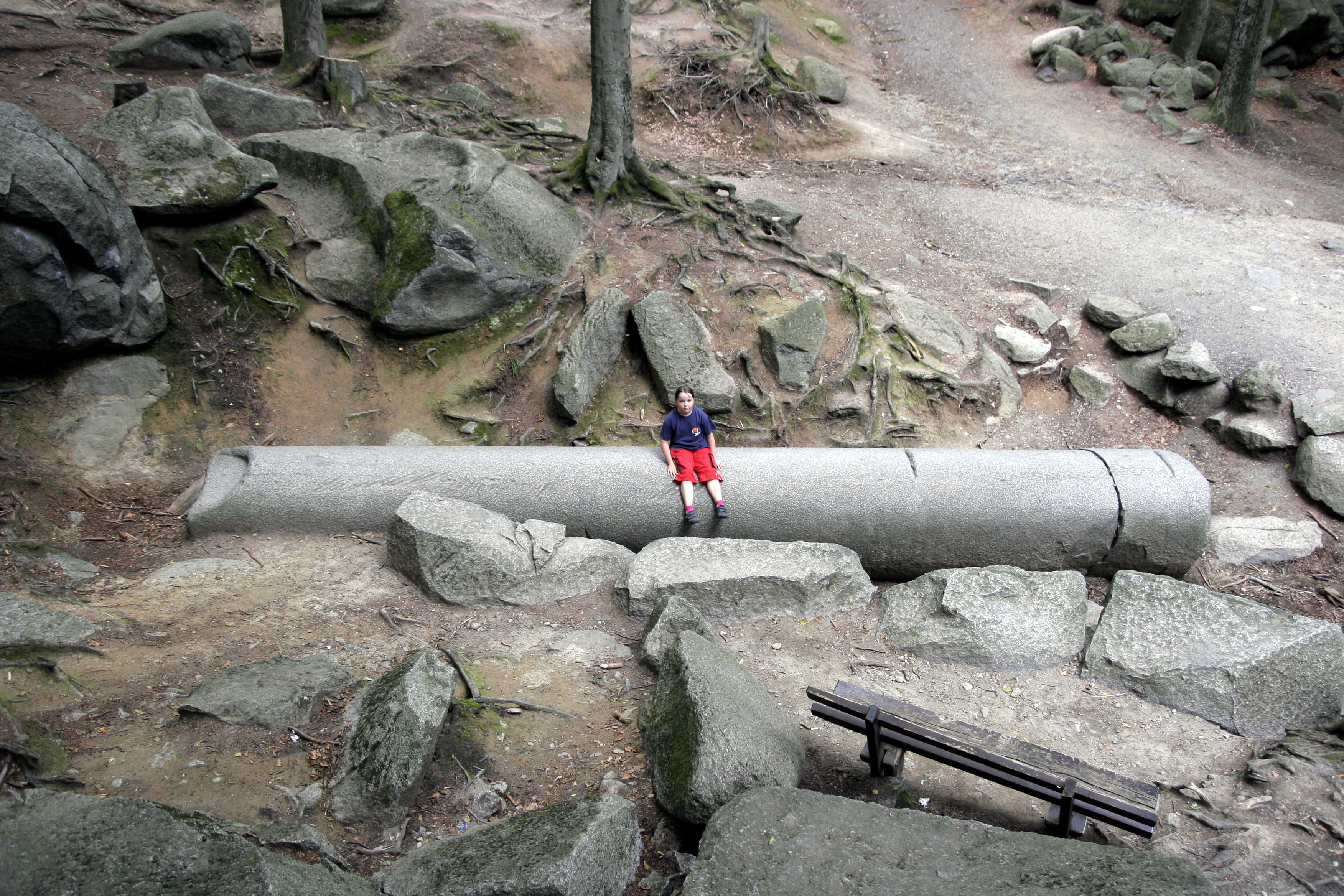
Die Riesensäule im Jahr 2007

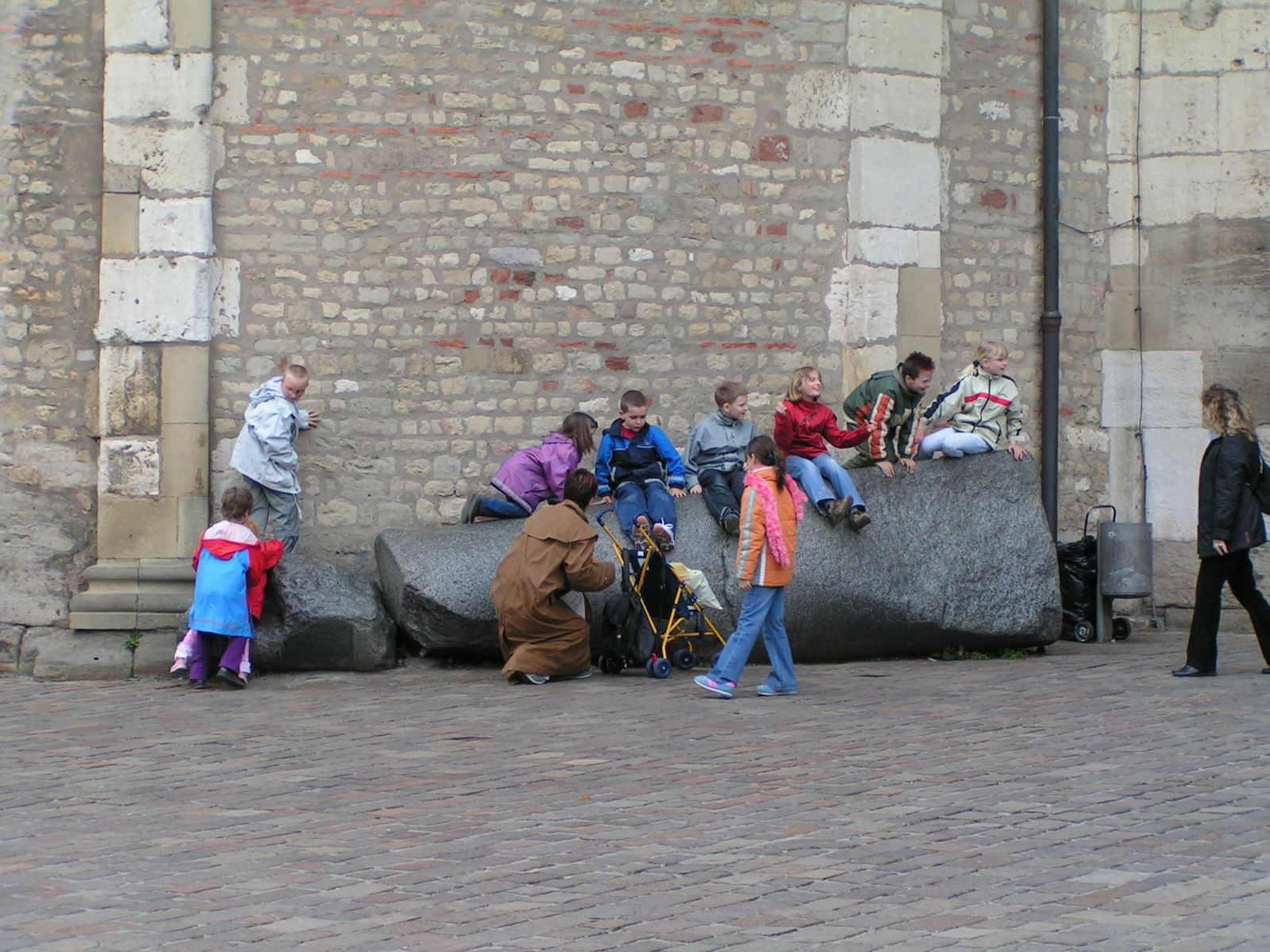
Domstein am Trierer Dom in Trier

Die Riesensäule ist 9,3 m lang und ca. 27,5 t schwer. Sie ist fertig bearbeitet. Kaum ein Werkstück des Felsberges wurde eingehender beschrieben und detaillierter untersucht. Drei begonnene Sägeschnitte deuten darauf hin, dass versucht wurde, die Säule zu zerteilen und wegzuschaffen. Am 1. Mai 1980 wurde die Riesensäule durch ein Feuer so stark beschädigt, dass ein Stück abbrach. Der Domstein am Trierer Dom ist ein Rest der Riesensäule am Felsenmeer.

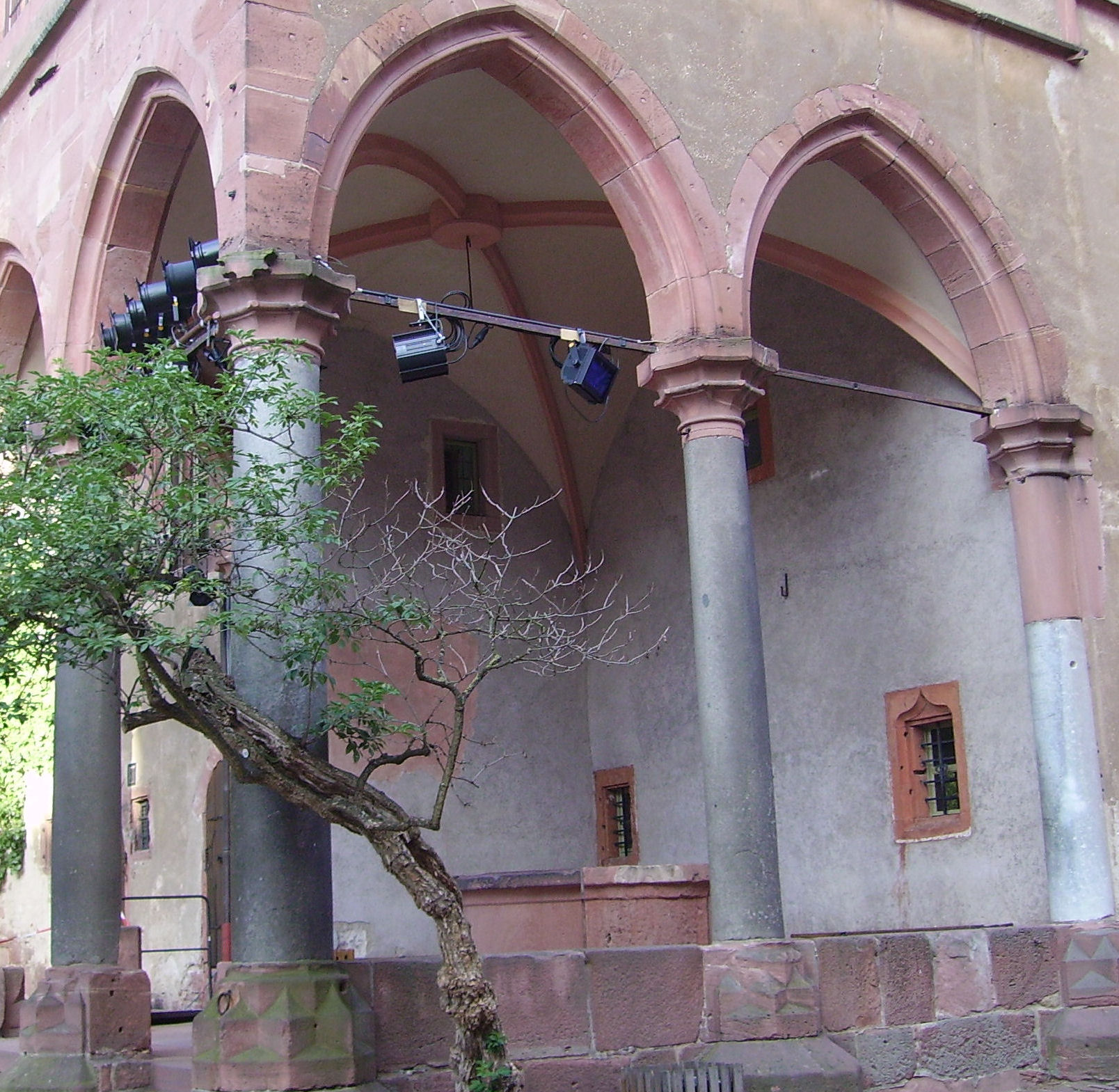
Drei abgebildete Säulenschäfte aus Felsenmeer-Diorit (grau) am Brunnenhaus im Innenhof des Heidelberger Schlosses. Die rechte Säule ist vermutlich aus Lahnmarmor.

Des Weiteren wurden fünf Säulen am Brunnenhaus im Innenhof des Heidelberger Schlosses verwendet, in Mainz am Wasserbecken am Schillerplatz und am Oppenheimer Kriegerdenkmal.

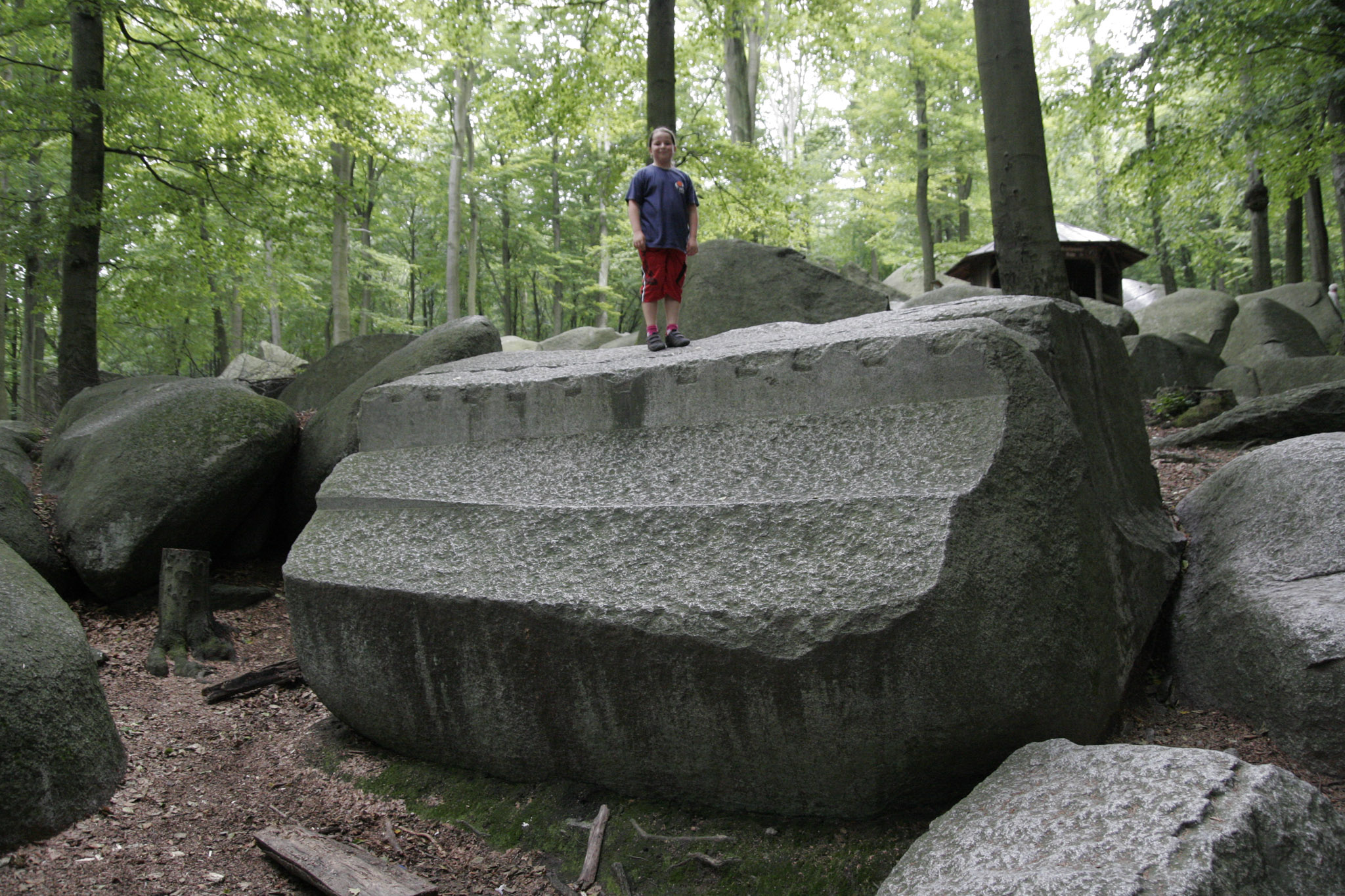
Altarstein mit Keileinschnitten, dem glatten Schnitt, Bruchstelle

Am Altarstein wurden plattenähnliche Werkstücke abgekeilt, indem zuerst Sägeschnitte in Plattenstärke angesetzt wurden, in die man die Spaltkeile einsetzen konnte. Der Stein hob dabei schön vom Ende des Sägeschnittes seitwärts ab. Zwei Sägeschnitte wurden angesetzt, aber nicht mehr zu Ende geführt.

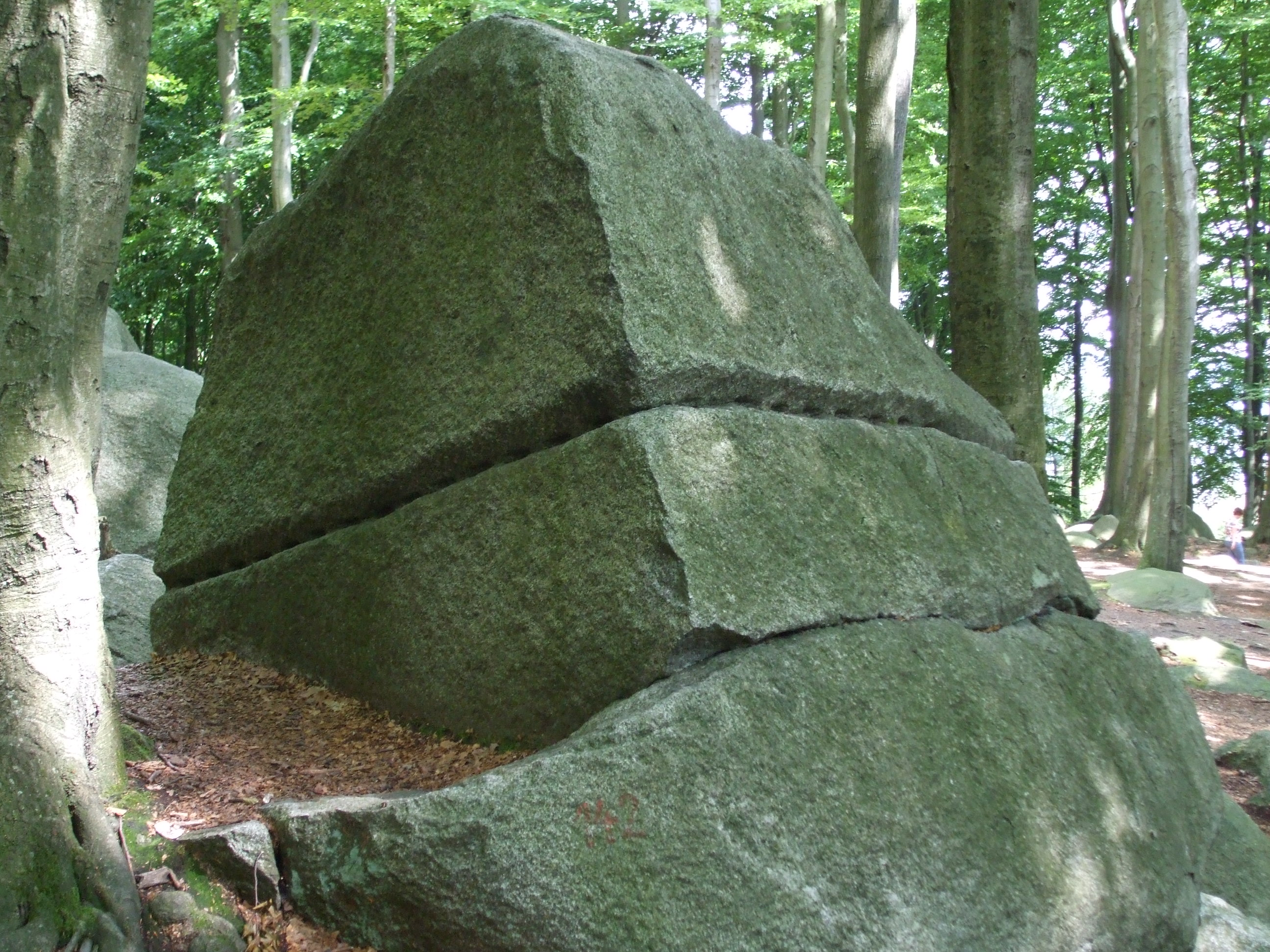
Pyramide

An der Pyramide ist sehr gut die Technik der Spaltung im Hebgang (waagerecht) zu erkennen. Von einem eiförmigen Block wurde an der Kopfseite bis in Höhe eines Stiches abgespalten und anschließend im Hebgang.
Das Schiff ist mit 12,35 m das Werkstück mit der längsten durchgehenden Werkkante. Die Keilspaltung ist ordentlich ausgeführt, auch wenn die Masse des Gesteins einen erheblichen Teil des Materials mit weggebrochen hat und dadurch der „Schiffsbug“ entstanden ist.
Der Sarg wurde durch eine Unterschneidung bei der Keilspaltung unbrauchbar, indem die Spaltung der Struktur des Gesteins folgte. Die Seitenflächen sind teilweise bearbeitet.
Die Kreisplatte ragt auffallend aus dem Bodenbereich heraus und verfügt über eine sehr gleichmäßig geschlichtete Oberfläche. Ein kreisförmiges Werkstück zu schaffen, war ein sehr ehrgeiziges Ziel. Eine Unterschneidung auf ca. 7 Uhr bedeutete jedoch die Aufgabe.

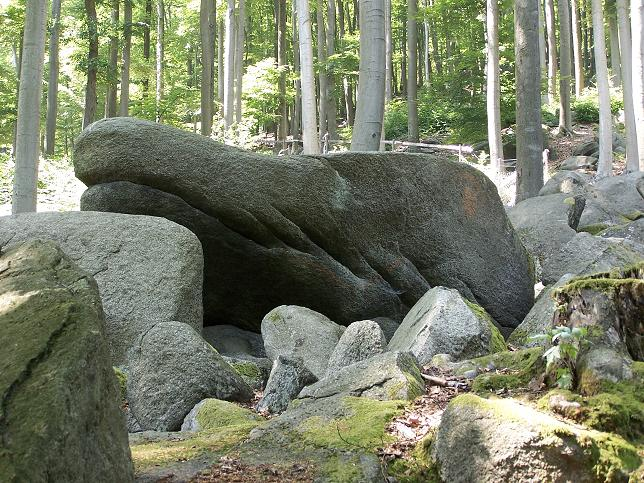
Naturschöpfung: Krokodilfelsen

## Weitere Sehenswürdigkeiten
Naturschöpfungen wie zum Beispiel der Riesensessel am Rande des Wanderweges Nr. 4 oder das Krokodil am Rande des Wanderweges Nr. 3. Die genaue Lage kann den Schautafeln vor Ort entnommen werden.
Der Borstein ist der Anfang eines Gesteinszuges (Gang), der am Hohenstein, auf der anderen Talseite, seine Fortsetzung findet. Der Borstein (4 m bis 8 m hoch) und der Hohenstein (8 m bis 14 m hoch) sind ideale Anfängerfelsen für Kletterer und Alpinisten. Das Klettern und Bouldern ist erlaubt und einige Haken sind vorhanden, vor allem der Hohenstein ist fürs Klettern geeignet.
Der geologisch-historische Lehrpfad ist eine Einrichtung des Naturparks Bergstraße-Odenwald. 1985 wurde er auf einer Strecke von etwa 2,5 km mit 16 Hinweistafeln erstellt. Er beginnt am Parkplatz Römersteine.
Lehrpfad der NABU-Vogelschutzgruppe Reichenbach; Start ab Parkplatz Talweg oder Borstein.
Der Eulenturm – ein altes Elektro-Umspannwerk – wurde 1979 von der NABU-Vogelschutzgruppe übernommen und zu einem Hort für Fledermäuse und Eulen umgebaut, Standort: Parkplatz am Talweg.

## Wanderwege
Der Nibelungensteig – ein 130 Kilometer langer Fernwanderweg, der von Zwingenberg an der Bergstraße nach Freudenberg am Main führt – verläuft direkt über das Felsenmeer.
Der Alemannenweg ist ein 144 Kilometer langer Prädikatswanderweg und führt direkt durch den oberen Bereich des Felsenmeeres. Der große Rundweg verläuft von Erbach über Bensheim-Auerbach, Burg Frankenstein und Veste Otzberg wieder zurück ins Tal der Mümling nach Michelstadt-Steinbach.